# Morti nel 2020/Gennaio
| Questa pagina contiene informazioni ricavate automaticamente dalle voci biografiche con l'ausilio del template Bio e di un bot. L'aggiornamento è periodico e automatico e ricostruisce completamente la pagina. Se manca una persona in questa lista, sei pregato di non aggiungerla, ma accertati piuttosto che la sua voce biografica contenga il template Bio e che i dati anagrafici siano correttamente compilati. Se il template Bio manca, inseriscilo tu stesso o, in alternativa, metti l'avviso {{tmp\|Bio}} che ne segnala la mancanza. Se i dati riportati sono sbagliati, correggi direttamente la voce biografica; le modifiche saranno visibili in questa lista entro pochi giorni. Per chiarimenti vedi il progetto biografie. La lista contiene solo le 181 persone che sono citate nell'enciclopedia e per le quali è stato implementato correttamente il template Bio. Pagina aggiornata al 26 lug 2025. |

- 1º gennaio - Lexii Alijai, rapper statunitense (n. 1998)
- 1º gennaio - Chris Barker, calciatore inglese (n. 1980)
- 1º gennaio - Derek Barsham, cantante britannico (n. 1930)
- 1º gennaio - Marius Bruat, calciatore francese (n. 1930)
- 1º gennaio - Doug Hart, giocatore di football americano statunitense (n. 1939)
- 1º gennaio - Don Larsen, giocatore di baseball statunitense (n. 1929)
- 1º gennaio - Roland Minson, cestista e allenatore di pallacanestro statunitense (n. 1929)
- 1º gennaio - Jaap Schröder, violinista e musicologo olandese (n. 1925)
- 1º gennaio - David Stern, avvocato e dirigente sportivo statunitense (n. 1942)
- 2 gennaio - John Baldessari, architetto e performance artist statunitense (n. 1931)
- 2 gennaio - Marcello Cresti, fisico italiano (n. 1928)
- 2 gennaio - Veronika Fitz, attrice tedesca (n. 1936)
- 2 gennaio - Terry Gray, allenatore di hockey su ghiaccio e hockeista su ghiaccio canadese (n. 1938)
- 2 gennaio - Ricardo Rosales, politico e guerrigliero guatemalteco (n. 1934)
- 2 gennaio - Sam Wyche, giocatore di football americano e allenatore di football americano statunitense (n. 1945)
- 3 gennaio - Franco Ciani, paroliere, produttore discografico e cantautore italiano (n. 1957)
- 3 gennaio - Domenico Corcione, generale italiano (n. 1929)
- 3 gennaio - Nikolaj D'jačenko, cestista sovietico (n. 1948)
- 3 gennaio - Luciana Guindani, canoista italiana (n. 1937)
- 3 gennaio - Nathaël Julan, calciatore francese (n. 1996)
- 3 gennaio - Abu Mahdi al-Muhandis, generale e politico iracheno (n. 1954)
- 3 gennaio - Qasem Soleimani, generale e agente segreto iraniano (n. 1957)
- 3 gennaio - Eva Peggy Stensønes, cantante norvegese (n. 1952)
- 4 gennaio - Jack Baldwin, chimico britannico (n. 1938)
- 4 gennaio - Herbert Binkert, calciatore e allenatore di calcio tedesco (n. 1923)
- 4 gennaio - Alessandro Cocco, personaggio televisivo italiano (n. 1942)
- 4 gennaio - Emilio Giletti, pilota automobilistico italiano (n. 1929)
- 4 gennaio - Bill Hobbs, canottiere statunitense (n. 1949)
- 4 gennaio - Romano Lazzeroni, linguista e glottologo italiano (n. 1930)
- 4 gennaio - Tom Long, attore statunitense (n. 1968)
- 4 gennaio - Lorenza Mazzetti, regista, pittrice e scrittrice italiana (n. 1927)
- 5 gennaio - Rubén Almanza, cestista messicano (n. 1929)
- 5 gennaio - Manlio Compagno, calciatore italiano (n. 1939)
- 5 gennaio - Hans Tilkowski, calciatore e allenatore di calcio tedesco (n. 1935)
- 6 gennaio - Cabeção, calciatore brasiliano (n. 1930)
- 6 gennaio - Mike Fitzpatrick, politico e avvocato statunitense (n. 1963)
- 6 gennaio - Franco Scaramuzzi, agronomo italiano (n. 1926)
- 7 gennaio - Khamis Al-Owairan, calciatore saudita (n. 1973)
- 7 gennaio - Fulvio Bodo, politico italiano (n. 1944)
- 7 gennaio - Harry Hains, attore, modello e musicista australiano (n. 1992)
- 7 gennaio - Silvio Horta, sceneggiatore e produttore televisivo statunitense (n. 1974)
- 7 gennaio - Neil Peart, batterista, paroliere e scrittore canadese (n. 1952)
- 7 gennaio - Colin Seeley, pilota motociclistico britannico (n. 1936)
- 7 gennaio - Elizabeth Wurtzel, scrittrice e giornalista statunitense (n. 1967)
- 8 gennaio - Edd Byrnes, attore statunitense (n. 1933)
- 8 gennaio - Buck Henry, attore, sceneggiatore e regista statunitense (n. 1930)
- 8 gennaio - Giorgio Listuzzi, attore italiano (n. 1934)
- 8 gennaio - Pilar di Borbone-Spagna, principessa e dirigente sportiva spagnola (n. 1936)
- 9 gennaio - Pampero Firpo, wrestler argentino (n. 1930)
- 9 gennaio - Italo Moretti, giornalista e saggista italiano (n. 1933)
- 9 gennaio - Ivan Passer, regista e sceneggiatore ceco (n. 1933)
- 9 gennaio - Mike Resnick, scrittore di fantascienza statunitense (n. 1942)
- 9 gennaio - Karel Saitl, sollevatore cecoslovacco (n. 1924)
- 9 gennaio - Gianni Sanjust, clarinettista, paroliere e produttore discografico italiano (n. 1934)
- 10 gennaio - Neda Arnerić, attrice e politica serba (n. 1953)
- 10 gennaio - Marino Bollini, politico sammarinese (n. 1933)
- 10 gennaio - Guido Messina, pistard e ciclista su strada italiano (n. 1931)
- 10 gennaio - Petko Petkov, calciatore e allenatore di calcio bulgaro (n. 1946)
- 10 gennaio - Qābūs bin Saʿīd Āl Saʿīd, sovrano omanita (n. 1940)
- 11 gennaio - Mario Albano, politico, giornalista e storico italiano (n. 1948)
- 11 gennaio - Tom Belsø, pilota automobilistico danese (n. 1942)
- 11 gennaio - Giorgio De Marchi, calciatore italiano (n. 1934)
- 11 gennaio - Euphrase Kezilahabi, scrittore tanzaniano (n. 1944)
- 11 gennaio - Stan Kirsch, attore e regista statunitense (n. 1968)
- 11 gennaio - La Parka II, wrestler messicano (n. 1966)
- 12 gennaio - Carlo Azzini, ciclista su strada italiano (n. 1935)
- 12 gennaio - Antonio Capuozzo, giocatore di calcio a 5 italiano (n. 1980)
- 12 gennaio - Paulo Gonçalves, pilota motociclistico portoghese (n. 1979)
- 12 gennaio - Giorgio Merighi, tenore italiano (n. 1939)
- 12 gennaio - Frank Nervik, calciatore norvegese (n. 1934)
- 12 gennaio - Giampaolo Pansa, giornalista e scrittore italiano (n. 1935)
- 12 gennaio - Orazio Scanzio, politico italiano (n. 1947)
- 12 gennaio - Dick Schnittker, cestista statunitense (n. 1928)
- 12 gennaio - Roger Scruton, filosofo britannico (n. 1944)
- 13 gennaio - Giovanni Bernardini, scrittore e giornalista italiano (n. 1923)
- 13 gennaio - Mario Corti, calciatore italiano (n. 1931)
- 13 gennaio - Jean Delumeau, storico e saggista francese (n. 1923)
- 13 gennaio - Carlos Girón Gutiérrez, tuffatore messicano (n. 1954)
- 13 gennaio - Maurice Moucheraud, ciclista su strada francese (n. 1933)
- 13 gennaio - Isabel-Clara Simó i Monllor, scrittrice, giornalista e politica spagnola (n. 1943)
- 13 gennaio - Eva Vanicek, attrice italiana (n. 1937)
- 14 gennaio - Jack Kehoe, attore statunitense (n. 1934)
- 14 gennaio - Carl McNulty, cestista e allenatore di pallacanestro statunitense (n. 1930)
- 14 gennaio - Giuseppe Passuello, ciclista su strada italiano (n. 1951)
- 15 gennaio - Chris Darrow, cantautore e polistrumentista statunitense (n. 1944)
- 15 gennaio - Rocky Johnson, wrestler e pugile canadese (n. 1944)
- 15 gennaio - Giorgio Longo, politico italiano (n. 1924)
- 15 gennaio - Bruno Nettl, antropologo e etnomusicologo ceco (n. 1930)
- 15 gennaio - Mike Wheeler, velocista britannico (n. 1935)
- 16 gennaio - Magda, attrice e produttrice cinematografica egiziana (n. 1931)
- 16 gennaio - Bernard Grosfilley, sciatore alpino francese (n. 1949)
- 16 gennaio - Pietro Migliaccio, medico, nutrizionista e divulgatore scientifico italiano (n. 1934)
- 16 gennaio - Ulderico Munzi, giornalista e scrittore italiano (n. 1932)
- 16 gennaio - Efraín Sánchez, allenatore di calcio e calciatore colombiano (n. 1926)
- 16 gennaio - Hiroshi Suzuki, trombonista giapponese (n. 1933)
- 16 gennaio - Christopher Tolkien, scrittore britannico (n. 1924)
- 17 gennaio - Pietro Anastasi, calciatore italiano (n. 1948)
- 17 gennaio - Gianni Celano Giannici, pittore e ceramista italiano (n. 1941)
- 17 gennaio - Franco Luberti, politico e avvocato italiano (n. 1934)
- 17 gennaio - Emanuele Severino, filosofo italiano (n. 1929)
- 17 gennaio - Khagendra Thapa Magar, nepalese (n. 1992)
- 17 gennaio - Maria Vingiani, politica, scrittrice e attivista italiana (n. 1921)
- 18 gennaio - Mario Bergamaschi, calciatore italiano (n. 1929)
- 18 gennaio - Giovanni Cantoni, scrittore italiano (n. 1938)
- 18 gennaio - Rocco Gaetani, operaio, sindacalista e politico italiano (n. 1957)
- 18 gennaio - Petr Pokorný, teologo, biblista e grecista ceco (n. 1933)
- 18 gennaio - Joe Shishido, attore giapponese (n. 1933)
- 19 gennaio - Kazım Ayvaz, lottatore turco (n. 1938)
- 19 gennaio - Jimmy Heath, sassofonista e compositore statunitense (n. 1926)
- 19 gennaio - Hana Kopáčková, cestista cecoslovacca (n. 1927)
- 20 gennaio - Egidio Palmiri, circense italiano (n. 1923)
- 21 gennaio - Pio Angeletti, produttore cinematografico italiano (n. 1929)
- 21 gennaio - Hadi Bakkush, politico tunisino (n. 1930)
- 21 gennaio - Francesco Corni, disegnatore italiano (n. 1952)
- 21 gennaio - Gianfranco Garbuglia, calciatore italiano (n. 1940)
- 21 gennaio - Terry Jones, attore, regista e sceneggiatore britannico (n. 1942)
- 21 gennaio - Shuchi Kubouchi, giocatore di go giapponese (n. 1920)
- 21 gennaio - Walter Martin, ciclista su strada, pistard e ciclocrossista italiano (n. 1936)
- 21 gennaio - Theodor Wagner, calciatore austriaco (n. 1927)
- 21 gennaio - Morgan Wootten, allenatore di pallacanestro statunitense (n. 1931)
- 22 gennaio - John Karlen, attore statunitense (n. 1933)
- 22 gennaio - Adolfo Natalini, architetto italiano (n. 1941)
- 22 gennaio - Addy Valero, politica venezuelana (n. 1969)
- 23 gennaio - Jean-Pierre Andréani, ballerino francese (n. 1929)
- 23 gennaio - Robert Archibald, cestista britannico (n. 1980)
- 23 gennaio - Frederick Ballantyne, politico sanvincentino (n. 1936)
- 23 gennaio - Frank Froehling, tennista statunitense (n. 1942)
- 23 gennaio - Robert Harper, attore statunitense (n. 1951)
- 23 gennaio - Alfred Körner, calciatore austriaco (n. 1926)
- 23 gennaio - Franz Mazura, basso-baritono austriaco (n. 1924)
- 23 gennaio - Michele McDonald, modella statunitense (n. 1952)
- 23 gennaio - Gudrun Pausewang, scrittrice e insegnante tedesca (n. 1928)
- 23 gennaio - Kalevi Tuominen, cestista e allenatore di pallacanestro finlandese (n. 1927)
- 24 gennaio - Duje Bonačić, canottiere jugoslavo (n. 1929)
- 24 gennaio - Seamus Mallon, politico britannico (n. 1936)
- 24 gennaio - Horst Meyer, canottiere tedesco (n. 1941)
- 24 gennaio - Guido Montesi, politico italiano (n. 1927)
- 24 gennaio - Juan José Pizzuti, calciatore e allenatore di calcio argentino (n. 1927)
- 24 gennaio - Sean Reinert, batterista statunitense (n. 1971)
- 24 gennaio - Rob Rensenbrink, calciatore olandese (n. 1947)
- 24 gennaio - Pete Stark, politico statunitense (n. 1931)
- 25 gennaio - Alan Harris, attore britannico (n. 1938)
- 25 gennaio - Ip Ching, artista marziale cinese (n. 1936)
- 25 gennaio - Tor Obrestad, scrittore norvegese (n. 1938)
- 25 gennaio - Narciso Parigi, cantante e attore italiano (n. 1927)
- 25 gennaio - Franco Summa, artista e architetto italiano (n. 1938)
- 26 gennaio - Kobe Bryant, cestista statunitense (n. 1978)
- 26 gennaio - Nedo Canetti, politico italiano (n. 1929)
- 26 gennaio - Tiziana Soudani, produttrice cinematografica svizzera (n. 1956)
- 26 gennaio - Dorival Carlos Esteves, calciatore brasiliano (n. 1947)
- 26 gennaio - Giovanni Filocamo, scrittore, fisico e divulgatore scientifico italiano (n. 1978)
- 26 gennaio - Louis Nirenberg, matematico canadese (n. 1925)
- 27 gennaio - Dick Balduzzi, attore statunitense (n. 1928)
- 27 gennaio - Lina Ben Mhenni, attivista, blogger e marciatrice tunisina (n. 1983)
- 27 gennaio - Jack Burns, attore e doppiatore statunitense (n. 1933)
- 27 gennaio - Maura Camoirano, politica italiana (n. 1950)
- 27 gennaio - Edvardas Gudavičius, ingegnere e storico lituano (n. 1929)
- 27 gennaio - Gennaro Olivieri, calciatore e allenatore di calcio italiano (n. 1942)
- 28 gennaio - Chris Doleman, giocatore di football americano statunitense (n. 1961)
- 28 gennaio - Marj Dusay, attrice statunitense (n. 1936)
- 28 gennaio - Othmar Mága, direttore d'orchestra tedesco (n. 1929)
- 28 gennaio - Nicholas Parsons, attore, conduttore televisivo e conduttore radiofonico britannico (n. 1923)
- 28 gennaio - Alessio Tasca, designer e ceramista italiano (n. 1929)
- 28 gennaio - Dyanne Thorne, attrice e modella statunitense (n. 1936)
- 28 gennaio - Giovanni Bruno Vicario, psicologo e scrittore italiano (n. 1932)
- 29 gennaio - Mike Dancis, cestista lettone (n. 1939)
- 29 gennaio - Blagoja Georgievski, cestista jugoslavo (n. 1950)
- 29 gennaio - Antonino Riccardo Luciani, musicista, direttore d'orchestra e compositore italiano (n. 1931)
- 29 gennaio - Keith Nelson, calciatore neozelandese (n. 1947)
- 29 gennaio - Qasim al-Raymi, terrorista yemenita (n. 1978)
- 30 gennaio - John Andretti, pilota automobilistico statunitense (n. 1963)
- 30 gennaio - Miguel Arroyo, ciclista su strada messicano (n. 1966)
- 30 gennaio - Gino Bertucco, calciatore italiano (n. 1937)
- 30 gennaio - Jörn Donner, scrittore e politico finlandese (n. 1933)
- 30 gennaio - Nello Fabbri, ciclista su strada italiano (n. 1934)
- 30 gennaio - Francesco Andrea Gallo, politico italiano (n. 1925)
- 31 gennaio - Delphine Forest, attrice francese (n. 1966)
- 31 gennaio - Mary Higgins Clark, scrittrice statunitense (n. 1927)
- 31 gennaio - Miloslav Penner, calciatore ceco (n. 1972)
- 31 gennaio - Mirzə Xəzər, scrittore, conduttore televisivo e editore azero (n. 1947)
- 31 gennaio - César Zabala, calciatore paraguaiano (n. 1961)